# اختبار تقييم الخريجين (فيزياء)
اختبار تقييم الخريجين (فيزياء) (بالإنجليزية:GRE Physics Test) هو اختبار تقدمه خدمة الاختبارات التعليمية (بالإنجليزية:Educational Testing Service). يركز الاختبار على تحديد مدى فهم المتقدمين للمبادئ الأساسية للفيزياء وقدرتهم على تطبيقها في حل المشكلات. تطلب العديد من مدارس الدراسات العليا من المتقدمين إجراء الامتحان لقبولهم في برامجها.

## المواضيع الرئيسية للإختبار
- ميكانيكا كلاسيكية (20%).
- كهرومغناطيسية (18%).
- البصريات والموجات (9%).
- الديناميكا الحرارية والميكانيكا الإحصائية (10%).
- ميكانيكا الكم (12%).
- الفيزياء الذرية (10%).
- النسبية الخاصة (6%).
- طرق مخبرية (6%).
- موضوعات متخصصة (9%).
  - الفيزياء النووية وفيزياء الجسيمات.
  - فيزياء المواد المكثفة.
  - الطرق الرياضية.
  - مواضيع متنوعة.

## روابط خارجية
- الوصف الرسمي لاختبار الفيزياء GRE